# Liste der Monuments historiques in Épinay-sur-Seine
Die Liste der Monuments historiques in Épinay-sur-Seine führt die Monuments historiques in der französischen Gemeinde Épinay-sur-Seine auf.

## Liste der Bauwerke
| Bezeichnung                                       | Beschreibung | Standort                          | Kennzeichnung | Schutzstatus | Datum | Bild           |
| ------------------------------------------------- | ------------ | --------------------------------- | ------------- | ------------ | ----- | -------------- |
| Kirche Notre-Dame-des-Missions-du-cygne-d’Enghien |              | 102, avenue Joffre (Lage)         | PA00079970    | Classé       | 1994  | weitere Bilder |
| Hôtel de Ville                                    |              | Rue Quétigny (Lage)               | PA00079933    | Classé       | 1932  | weitere Bilder |
| Wohnhaus                                          |              | 6, avenue de la République (Lage) | PA00079934    | Inscrit      | 1933  |                |

## Liste der Objekte
- Monuments historiques (Objekte) in Épinay-sur-Seine in der Base Palissy des französischen Kultusministeriums